# Taputapuatea
Taputapuatea és una comuna de la Polinèsia Francesa, situat a l'illa de Raiatea, a les Illes de Sotavent (arxipèlag de les Illes de la Societat. Té 4.614 habitants. Comprèn les comunes associades d'Avera, Opoa i Puohine. S'hi troba el principal marae de Raiatea, el marae de Taputapuātea.
Taputapuātea fou declarat Patrimoni de la Humanitat per la UNESCO el juliol de 2017.